# جريجوري ميدلتون
جريجوري ميدلتون (بالإنجليزية: Gregory Middleton)‏ هو مصور سينمائي كندي، فاز بجائزة جيني لأفضل تصوير سينمائي في حفل توزيع جوائز جيني التاسع والعشرون عن عمله في فيلم القطع الهاربة [الإنجليزية].
هو خريج جامعة كولومبيا البريطانية.